# Nudo Bimini

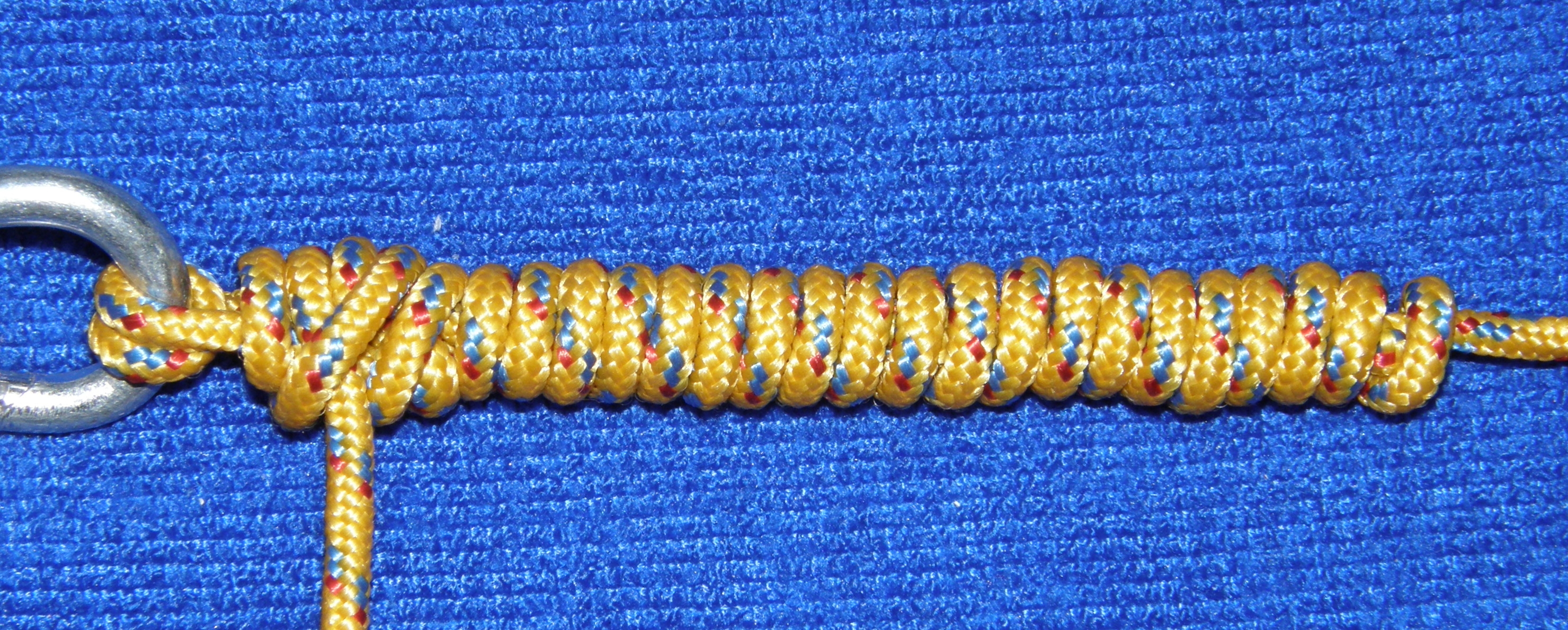
Nudo Bimini.

El nudo Bimini es una técnica de atado comúnmente empleada en la pesca de curricán y la pesca deportiva en aguas profundas, así como en la confección de líderes de doble línea.

## Descripción
Un nudo Bimini crea un bucle al final de la línea en la que está atado. El lazo se asegura en la parte superior con un largo barril de hilo enrollado creado durante el proceso de atado. Un nudo giratorio Bimini es más fuerte que la propia línea. Es uno de los raros nudos que no debilita el hilo en el que está atado.[cita requerida] Es un método simple para duplicar el hilo de pescar para evitar rozaduras o crear el bucle necesario para sujetar un líder de cuerda sin usar fuerza en la línea principal. Para su uso en aplicaciones de pesca, el antiguo recurso es de 20 a 30 giros iniciales en monofilamento de nailon y 60 o más giros iniciales en hilo trenzado tipo Spectra.

Un artículo de la revista Sportfishing de febrero de 2007 afirmaba que menos giros generaban mayor fuerza. Sin embargo, el mecanismo de sujeción en un nudo Bimini es la fricción creada por los giros. Se demostró rápidamente y desde entonces se ha demostrado con frecuencia que el nudo de 12 vueltas (propuesto en el artículo) en la trenza Spectra se deslizó antes de romperse.[cita requerida] No se sabe qué errores de prueba llevaron a la conclusión errónea de que menos vueltas hacían un nudo más fuerte.

Cómo encender un nudo Bimini
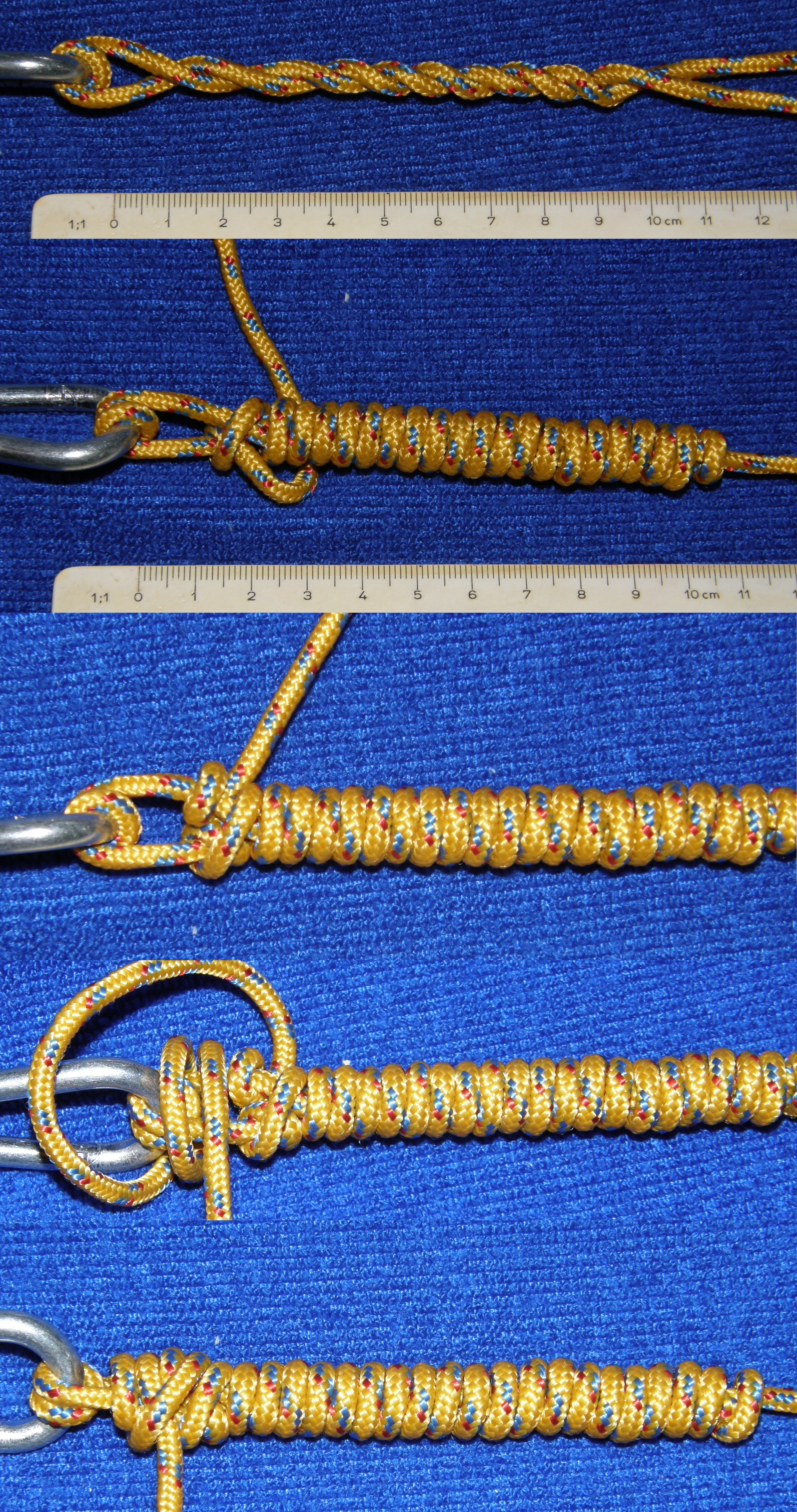
Cómo encender un nudo Bimini
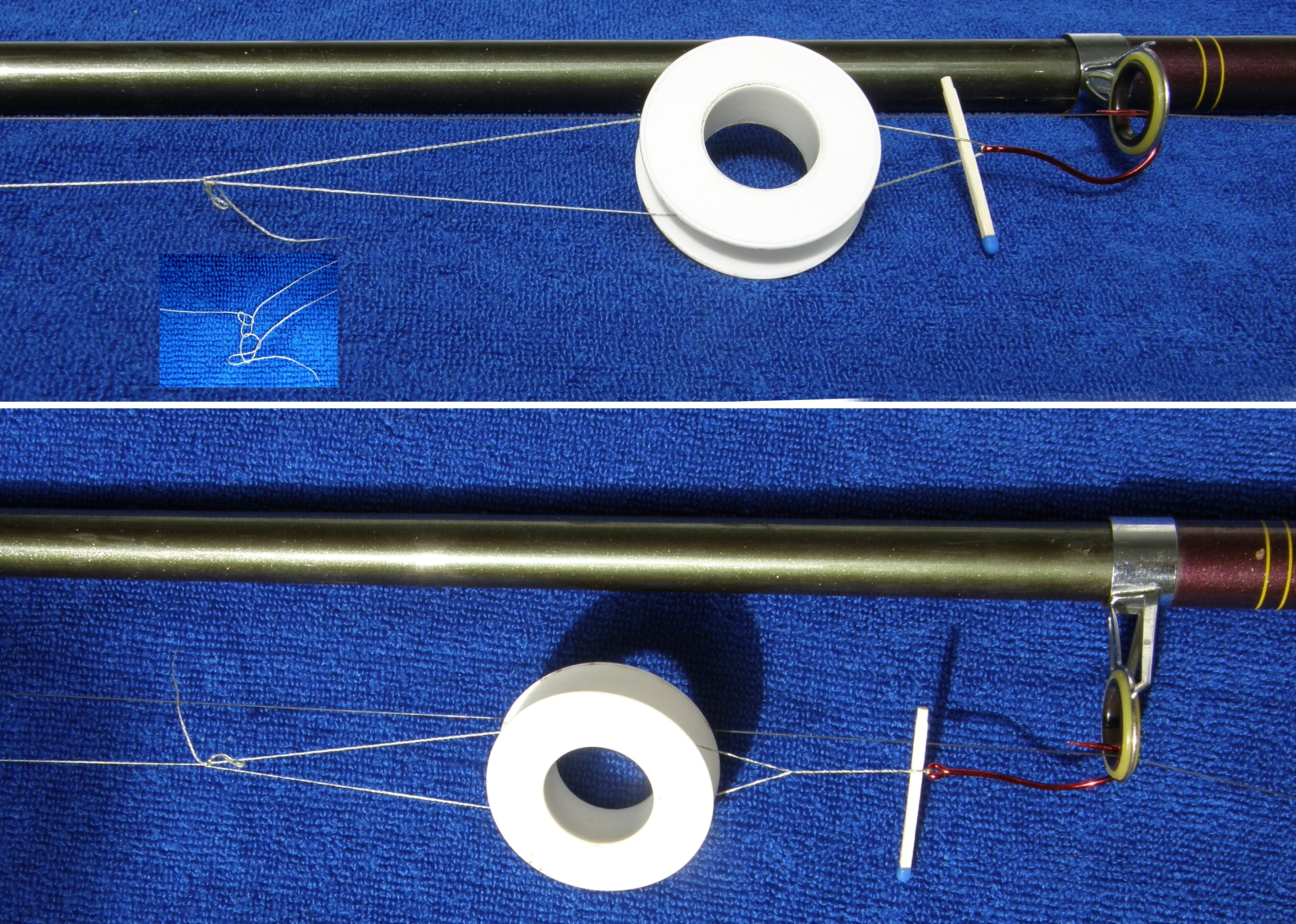
Atar con ayuda